# Adrian Monk
Adrian Monk – postać fikcyjna, główny bohater serialu Detektyw Monk, odgrywana przez aktora Tony'ego Shalhouba.

## Życiorys
Mieszka w San Francisco, gdzie do 1997 pracował jako policjant na wydziale zabójstw. Zrezygnował z pracy, gdy jego żona Trudy Monk zginęła w zamachu bombowym. Po śmierci żony zaczął zmagać się z różnymi fobiami oraz nerwicą natręctw, a także odizolował się od społeczeństwa na trzy lata, a z trudnej sytuacji pomogli mu wyjść pielęgniarka Sharona Fleming i psychiatra Charles Kroger.
Ze względu na problemy zdrowotne nie może wrócić do pracy jako policjant, ale często współpracuje z policją przy trudnych sprawach, pełniąc rolę konsultanta w departamencie prowadzonym przez Lelanda Stottlemeyera. Gdy jego asystentka Sharona Fleming ponownie wzięła ślub ze swym byłym mężem i wyjechała z San Francisco, jego nową asystentką została Natalie Teeger. Po śmierci Krogera nowym psychiatrą Monka został Neven Bell.
Od początku kariery zawodowej rozwiązał ponad 100 zagadek kryminalnych. Ponieważ nigdy w życiu nic nie wygrał, za każdą rozwiązaną sprawę dostał trofeum. Ze względu na zamiłowanie Monka do okrągłych liczb, otrzymał jednak tylko 100 statuetek. Widział ponad 400 miejsc zbrodni. Jedynym śledztwem, którego nie mógł rozwiązać, były okoliczności śmierci jego żony.
Dobrze gra na klarnecie, a w trakcie rozwiązywania sprawy kryminalnej, w której oskarżonym był Willie Nelson, miał okazję zagrać na instrumencie u boku swego ulubionego artysty.

## Obsesje i kompulsje
Ze względu na zaburzenia obsesyjno-kompulsyjne przesadnie dba o porządek i higienę. Zawsze zabiera ze sobą w podróż własne mydło. Unika kontaktu fizycznego z innymi, dlatego po podaniu ręki drugiej osobie wyciera dłoń wilgotną chusteczką. Pije jedynie wodę „Sierra Springs”. W odcinku „Pan Monk jedzie do Meksyku” prawie umarł z odwodnienia, gdyż nie mógł znaleźć wody tej marki, w efekcie czego nie pił nic przez 36 godzin.
W jednym z odcinków doznał szoku na skutek spowodowanego przez trzęsienie ziemi nieporządku i zapomniał ludzkiej mowy.
Dwie największe traumy jego życia to: opuszczenie przez ojca i śmierć ukochanej żony, Trudy.